# Agelena tadzhika
Agelena tadzhika är en spindelart som beskrevs av Jekaterina Michajlovna Andrejeva 1976. Agelena tadzhika ingår i släktet Agelena och familjen trattspindlar. Inga underarter finns listade i Catalogue of Life.